# ۳۹۰۴ هوندا
سیارک ۳۹۰۴ (به انگلیسی: 3904 Honda، نامگذاری:1988DQ) سه هزار و نهصد و چهارمین سیارک کشف شده‌است که در ۲۲ فوریه ۱۹۸۸ کشف شد.
قدر مطلق سیارک برابر ۱۱٫۳۰ است.